# 東勝直隸廳
東勝直隸廳，清代山西省歸綏道下轄的直隸廳。設置於光緒三十三年（1907年），轄境原屬鄂爾多斯左翼中旗、右翼前末旗的漢人墾地。但當時新籌設的東勝直隸廳廳衙門，寄治於包頭鎮（今包頭市東河區）城內。
東勝直隸廳考语為：「要」。故為「一字缺」的「簡缺」編制，不是「四字缺」的「最要缺」編制。
因清朝的蒙汉分治政策，當時長城以北交界地帶，設「直隸廳」管辖漢人與蒙古人民族錯居区域，直屬於省，而不設置府、直隸州，或更下一級的縣級單位的縣、散州、散廳。清朝中後期，道制度新起後，山西省的這些直隸廳又統歸歸綏道管轄。這些直隸廳在當時統稱為「山西口外諸廳」，有如歸化城廳、薩拉齊廳、豐鎮廳、托克托廳、寧遠廳、清水河廳、和林格爾廳、興和廳、武川廳、陶林廳、五原廳、東勝廳，都是「山西口外諸廳」。
民国成立後，「山西口外諸廳」都改劃入绥远特别区境内。北洋政府時代，全國實施「廢廳改縣」，東勝直隸廳被改為東勝縣。後历经國民政府、中共統治下的多次行政区划调整，时至今日，該地又成為內蒙古自治區鄂爾多斯市轄下的東勝區。